# Caçadas de Pedrinho
Caçadas de Pedrinho é um livro infantil escrito por Monteiro Lobato e publicado em 1933.

## Sinopse
O livro relata uma descoberta do Marquês de Rabicó: uma onça anda rondando as proximidades do Sítio do Picapau Amarelo. Pedrinho e Narizinho decidem então organizar uma expedição para caçar a fera, mas sem avisar Dona Benta ou Tia Nastácia, que com certeza se oporiam à aventura. Após a caçada da onça, eles encontram Quindim, um rinoceronte falante, e decidem trazê-lo para morar no sítio. Nesta aventura também somos apresentados a menina Cléo, personagem inspirada na filha de um amigo e sócio de Monteiro Lobato.
Caçadas de Pedrinho teve origem no livro A Caçada da Onça, escrito em 1924 por Monteiro Lobato. Mais tarde o autor resolveu ampliar a história com o nome que conhecemos hoje.
O capítulo "O assalto das onças" indica que a história de passa antes do conto Cara de Coruja, enquanto o capítulo "Emília vende o rinoceronte" indica que se passa após o conto "Pó de Pirlimpimpim", de Reinações de Narizinho.

## Capítulos
1. E era onça mesmo!
2. A volta para casa
3. Os habitantes da mata se assustam
4. Os espiões da Emília
5. A defesa estratégica
6. Aparece uma nova menina
7. O assalto das onças
8. Os negócios da Emília
9. Emília vende o rinoceronte
10. O Rio de Janeiro é avisado
11. Inaugura-se a linha
12. Rinoceronte familiar

## Personagens
- Pedrinho
- Rabicó
- Visconde de Sabugosa
- Emília
- Narizinho
- Quindim

## Controvérsias

### Acusações de Racismo
No final de outubro de 2014, o Conselho Nacional de Educação (CNE) publicou um parecer sugerindo a exclusão do livro das escolas públicas - sob a alegação de que a obra trazia conteúdo discriminatório. Uma ação foi apresentado no Supremo Tribunal Federal (STF) pelo Instituto de Advocacia Racial. A instituição alega que o livro tem "estereótipos fortemente carregados de elementos racistas" e pede que sejam adicionadas na obra notas para sobre estudos “que discutam a presença de estereótipos raciais na literatura”, tendo sido rejeitado pelo Supremo Tribunal Federal o mandado de segurança que pedia para incluir notas explicativas sobre racismo no livro. Por outro lado, a pesquisadora da USP, Vanete Santana-Dezmann, em artigo de 2021, abordou o uso do termo "macaco" no livro e explica que Lobato usa, ao se referir a diversos personagens, o termo como um recurso ao se referir à destreza física dos mesmos, não como um ataque descriminatório.